# Památník lidskosti
Památník lidskosti (turecky İnsanlık Anıtı, arménsky Մարդկության հուշարձան) byla monumentální socha, kterou vytvořil turecký umělec Mehmet Aksoy. Stála ve městě Kars nedaleko hranice s Arménií.
Betonová socha byla vysoká 30 metrů a měla podobu dvou polovičních lidských postav, které si podávají ruce. Stavbu inicioval tehdejší starosta Karsu Naif Alibeyoğlu. Byla zamýšlena jako symbol přeshraniční spolupráce a překonání tragického dědictví regionu, jakým byla arménská genocida a bitva u Sarikamiše. Stavba byla zahájena roku 2006 a reagovala na normalizaci vztahů mezi Tureckem a Arménií, která vedla k podpisu Curyšského protokolu v říjnu 2009. Důrazem na usmíření měla tvořit protiváhu pomníku Turků zabitých Armény, který byl odhalen v roce 1999 v blízkém Iğdıru. 
Projekt byl před dokončením zmařen nástupem tureckých nacionalistů k moci. Předseda vlády Recep Tayyip Erdoğan označil Památník lidskosti za „obludnost“ a nařídil jeho odstranění, k němuž došlo v dubnu 2011. Aksoy se obrátil na Evropský soud pro lidská práva, který zničení pomníku odsoudil a uložil finanční vyrovnání. Rozhodnutí potvrdil v roce 2019 také turecký ústavní soud.